# Стефан Костадинов (футболист, р. 1981)
Стефан Атанасов Костадинов е български футболист, полузащитник.

## Биография
Роден е на 16 февруари 1981 г. в Севлиево. Висок е 186 см и тежи 80 кг. Играл е за Славия, Родопа, Левски (Долна баня), Рилски спортист. Има 8 мача за младежкия национален отбор. Негова съпруга е Силвия Илиева Костадинова. Има собствен бизнес в сферата на услугите.

## Статистика по сезони
- Славия – 1999/пр. - A група, 8 мача/2 гола
- Славия – 1999/00 – A група, 23/1
- Славия – 2000/01 – A група, 10/2
- Славия – 2001/02 – A група, 12/3
- Родопа – 2003/пр. - Б група, 14/1
- Левски (ДБ) – 2003/04 – В група, 21/5
- Левски (ДБ) – 2004/ес. - В група, 15/3
- Рилски спортист – 2005/06 – Б група, 18/2
- Рилски спортист – 2006/07 – A група